# Rizottó
A rizottó (olaszul: risotto, a riso szó jelentése: rizs) olasz rizsétel, amely alapjául a húsleves szolgál. A húslevesben addig főzik a rizst, amíg az el nem éri a krémes állagot. A húsleves származhat húsból, halból vagy zöldségből. A rizottó tartalmazhat vajat, hagymát, fehérbort és parmezán sajtot. Ez az egyik legelterjedtebb rizsfőzési mód Olaszországban. A sáfrányt eredetileg ízesítésre használták, illetve az étel jellegzetes sárga színét is adta. Olaszországban a rizottót általában önálló fogásként a főétel előtt szolgálják fel, de az alla milanese rizottót gyakran ossobuco alla milanese-vel szolgálják fel főételként.

## Története
A rizst Dél-Olaszországban a tizennegyedik század óta termesztik, termesztése végül az északi Milánóba is eljutott. Egy legenda szerint a Fabbrica del Duomo di Milano flandriai üvegfúvó tanítványa találta ki a rizottót, mikor egy esküvőn sáfrányt adott egy rizses ételhez. Az első rizottóként azonosítható recept azonban 1809-ből származik, amikor pirított rizst, kolbászt, csontvelőt, hagymát és húslevest adtak a sáfrányhoz. Giovanni Vialardi szakács 1854-es Trattato di cucina című könyvében van egy recept egy rizottónak nevezett ételhez. Még ma is kérdésnek számít, hogy ki találta fel a rizottót Milánóban.
A rizottóhoz használt mai rizsfajtákat a 20. században nemesítették.